# Islas Filipinas (métro de Madrid)
Islas Filipinas est une station de la ligne 7 du métro de Madrid, en Espagne. Elle est établie sous la rue Cea Bermúdez, entre la place du Christ-Roi et l'intersection avec l'avenue des Philippines, dans l'arrondissement de Chamberí.

## Situation sur le réseau
La station se situe entre Guzmán el Bueno au nord et Canal à l'est.

## Histoire
La station est ouverte aux voyageurs le 12 février 1999, lors de la mise en service d'un nouveau tronçon de la ligne 7 depuis Canal.

## Services aux voyageurs

### Accès et accueil
La station possède quatre accès par des escaliers et des escaliers mécaniques, ainsi qu'un cinquième direct depuis l'extérieur par ascenseur.

### Intermodalité
La station est en correspondance avec les lignes de bus n°2 et 12 du réseau EMT.

## À proximité
La station est la plus proche de l'hôpital-clinique San Carlos et de l'hôpital universitaire Fondation Jiménez Díaz. Le siège du Tribunal constitutionnel se trouve également à proximité.